# Агамали, Белал Абдулла оглы
Белал Абдулла оглы Агамали — советский общественный и политический деятель. Член КПСС.

## Биография
С 1938 года был первым секретарем Агджабединского райкома КП(б) Азербайджана. Делегат XVIII-го съезда ВКП(б), который проходил в Москве 10—21 марта 1939 года. С 26 декабря 1952 года первый секретарь Шамкирского райкома КП(б) Азербайджана.

## Награды
Орден Трудового Красного Знамени (27.04.1940) — в ознаменование 20-й годовщины освобождения Азербайджана от ига капитализма и установления там советской власти, за успехи а развитии нефтяной промышленности, за достижения в области подъёма сельского хозяйства и образцовое выполнение строительстве Самур-Дивичинского канала.